# Mine type 72
 (janvier 2021).
La mine type 72 ou mine 652B ou encore mine grenouille est une mine antipersonnel chinoise en plastique en vert,. Elle comprend les mines Type 72A, 72B et 72C,.